# Leucaspis riccae
Leucaspis riccae är en insektsart som beskrevs av Targioni Tozzetti 1881. Leucaspis riccae ingår i släktet Leucaspis och familjen pansarsköldlöss. Inga underarter finns listade i Catalogue of Life.